# امامزاده یحیی (سبزوار)
بقعه امامزاده یحیی آرامگاهی مربوط به دوره قاجار در سبزوار است که در تقاطع خیابان‌های بیهق و اسرار شمالی واقع شده است.
این اثر در تاریخ ۱۰ مهر ۱۳۸۰ با شمارهٔ ثبت ۴۰۳۶ به‌عنوان یکی از آثار ملی ایران به ثبت رسیده است.

آین آرامگاه شامل حرم، یک ایوان بزرگ و مناره‌هایی است که طول آنها به ۲۹ متر بالغ می‌شود. گنبد حرم ارتفاعی بیش از ۵ متر دارد و در زیر آن ضریح با ابعاد یک دردومتر قرارگرفته است. گنبد قدیمی‌ترین قسمت آرامگاه به‌شمار می‌آید و به سبک معماری قرنهای هفتم و هشتم می‌باشد.
آرامگاه دو ورودی دارد که مستقیم به ضریح و زیر گنبد می‌رسند.

## نگارخانه

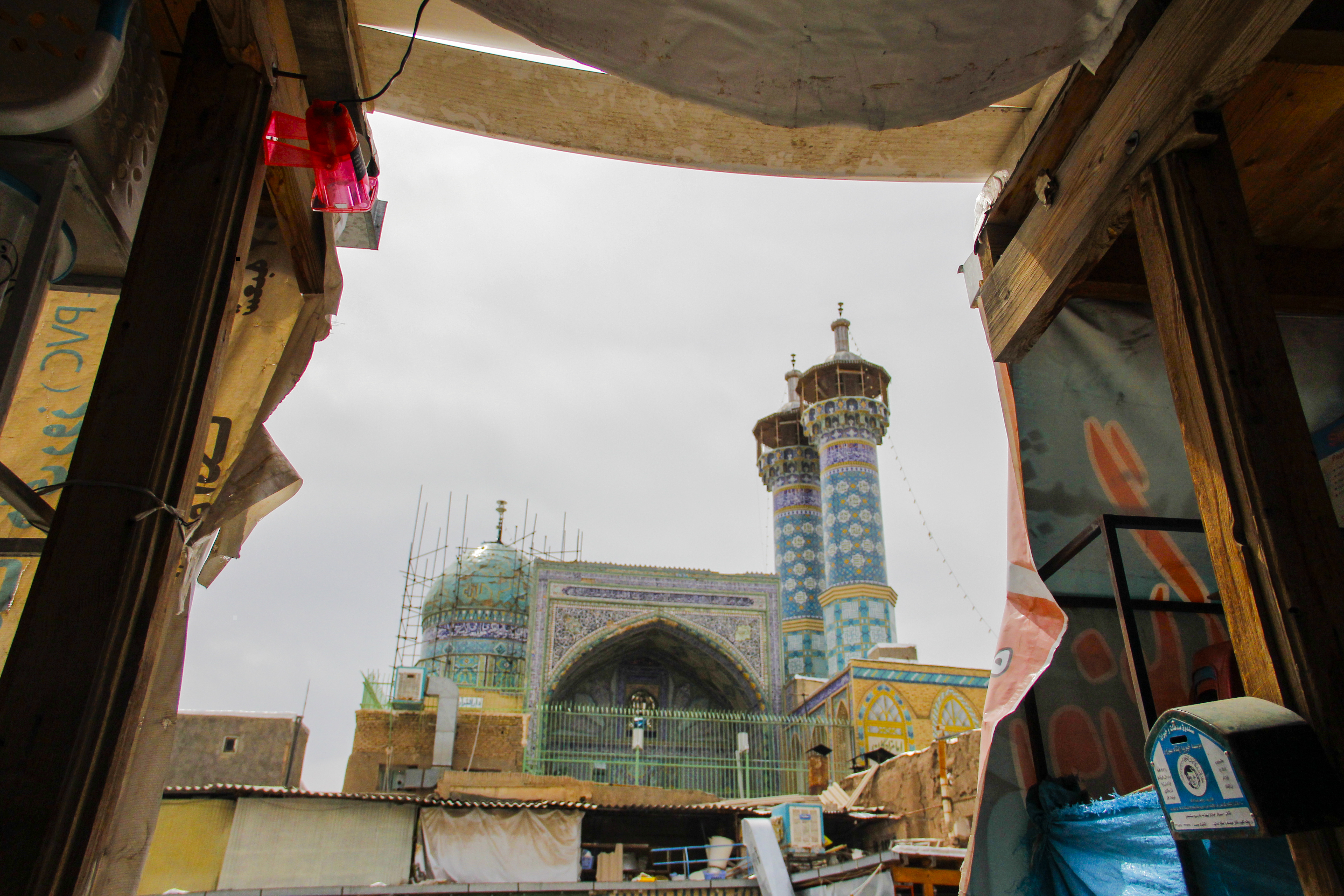
آرامگاه امامزاده یحیی (عکاس سروش قلعه نوی)
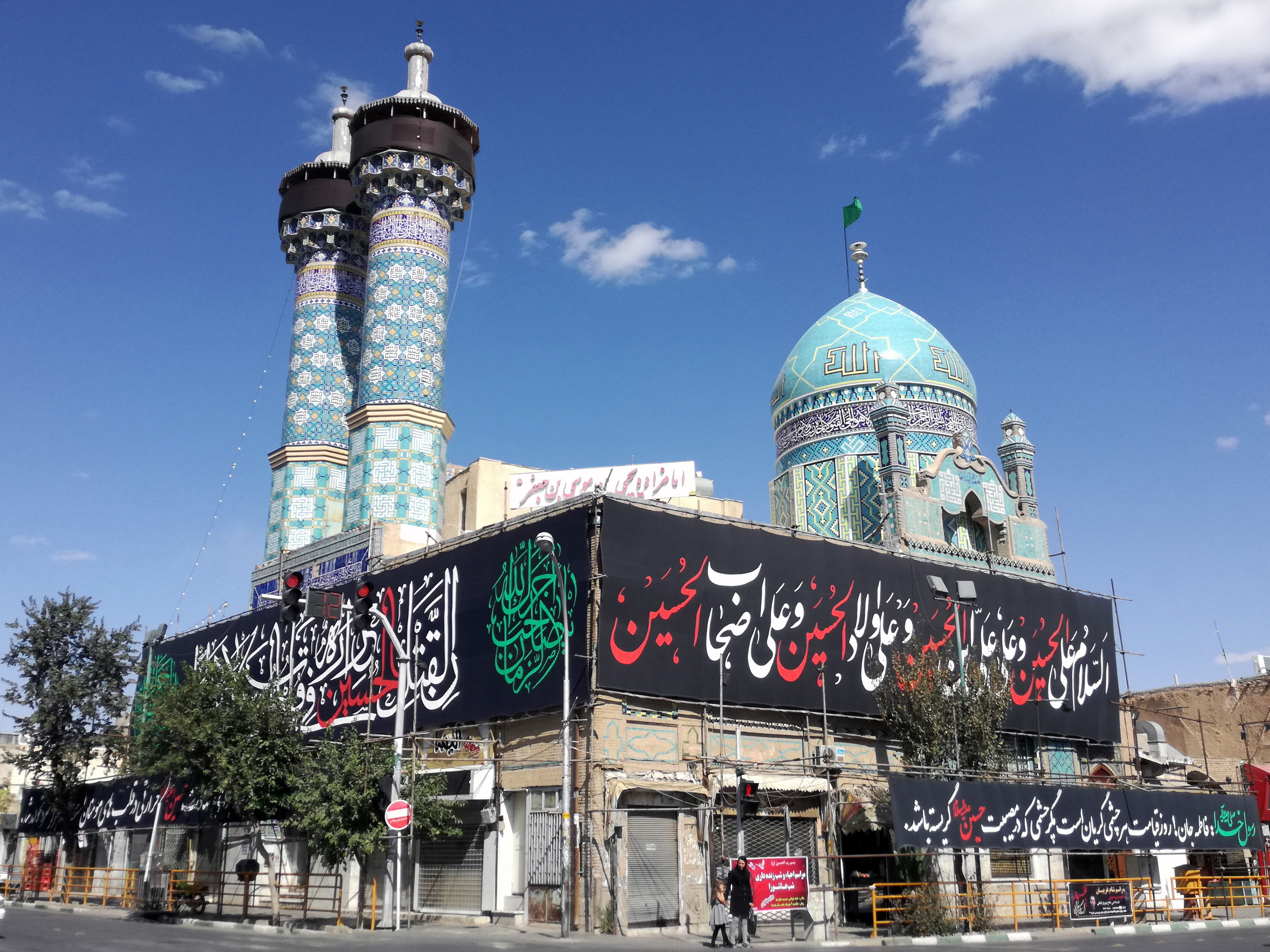
محرم ۱۳۹۶